# Николаев, Алексей Станиславович
Алексей Станиславович Николаев (род. 24 апреля 1987 года) — российский спортсмен, стрелок из лука. Бронзовый призер чемпионата Европы в командных соревнованиях (2014). Бронзовый призер чемпионата Европы в помещении в командных соревнованиях (2015). Серебряный и бронзовый призер этапов кубка мира в командных соревнованиях (2006, 2009). Победитель первенства мира в помещении в командных соревнованиях (2005).
Двукратный чемпион России (2013, 2015) и бронзовый призер чемпионата России (2013) в личных соревнованиях. Бронзовый призер чемпионата России в командных соревнованиях (2013). Бронзовый призер чемпионата России в смешанных командах (микст) (2014). Двукратный бронзовый призер чемпионата России в помещении в командных соревнованиях (2008, 2015). (по данным от 2008 года).
Мастер спорта России международного класса (2009).

## Карьера
В 2002 году Алексей выиграл первенство России и попал в молодежную сборную страны, в 2004 – в основную сборную. И уже в 2005 выступал на первенстве мира.
Победитель первенства мира среди юношей, обладатель Кубка Европы среди молодежи, неоднократный чемпион России, чемпион и призёр международных соревнований.
С чемпионата Европы 2014 года привёз бронзу в команде.
Алексею Николаеву вручен почетный знак Усть-Ордынского Бурятского округа «За заслуги в спорте».
В поселке Усть-Ордынский проводится первенство ДЮСШ по стрельбе из классического лука на призы мастера спорта международного класса Алексея Николаева.

## Образование
После окончания школы в 2004 году поступил на факультет физической культуры и спорта Забайкальского государственного педагогического университета. Но закончить обучение в этом вузе не удалось из-за частых выездов на соревнования, в прошлом году Алексей получил диплом специалиста по физической культуре и спорту Бурятского государственного университета.